# MDR1

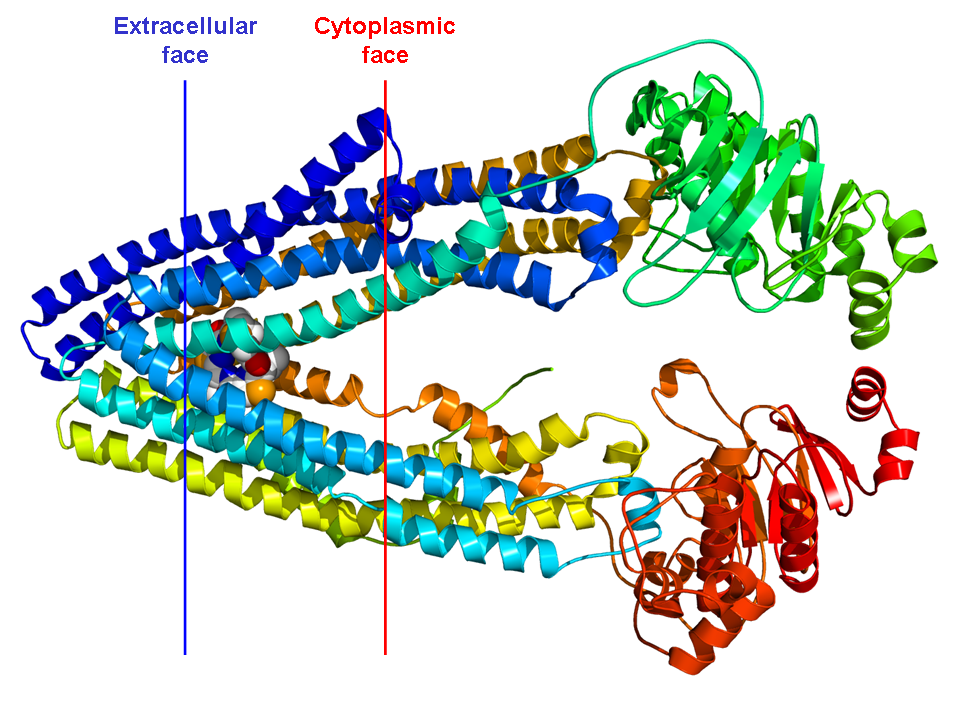
Protein kódovaný genem MDR1

MDR1 je název genu kódujícího P-glykoprotein. Tento gen kóduje bílkovinu (ABC transportér) jménem P-glykoprotein, který zajišťuje transport léčiva z mozkomíšní tekutiny a tedy z mozku do krve. Mutace ale blokuje tvorbu P-glykoproteinu a podané léčivo se tedy v mozku hromadí a může způsobit závažné komplikace v podobě křečí, případně i selhání dýchání a může přivodit smrt.

## U psů
Mutace tohoto genu jsou studovány mimo jiné u psů. Ne všechna psí plemena mají ale zmutovanou alelu genu MDR1 ve své genetické výbavě. Mutace byla dosud prokázaná u australského ovčáka, sheltie, bobtaila, kolie, dlouhosrstého vipeta a některých dalších. To, jestli je pes nositelem zmutované alely, je možné prokázat testem u veterinárního lékaře.
Pokud je test pozitivní, neměly by být psu podávány žádné léky patřící do skupiny makrocyklických laktanů, které působí jako širokospektrální antiparazitika (např. ivermektin). Celá problematika je součástí autoimunitních dědičných onemocnění.